# Il cielo in una stanza
«Il cielo in una stanza» (en italiano, El cielo en una habitación) es una famosa canción de Gino Paoli grabada originalmente en 1960 por la cantante italiana Mina con arreglos de Tony De Vita, como parte de su álbum homónimo editado ese año por Italdisc. Posteriormente Mina, Paoli y una larga lista de artistas realizarían nuevas versiones e interpretaciones de la canción.
El tema se transformó rápidamente en un éxito de ventas. Encabezó por once semanas consecutivas la lista de sencillos más vendidos y luego volvió a figurar en la cima otras tres semanas. Se trata asimismo del sencillo más exitoso de Mina en Italia, con unas 400.000 copias vendidas. Las versiones de Franco Simone de 1977 y de Giorgia de 1999 volverían a convertirla en una de las canciones más vendidas.
Mencionada con frecuencia entre los clásicos de la canción italiana, Il cielo in una stanza es considerada como una de las obras maestras de Paoli y un punto de inflexión en la consolidación de la carrera de Mina.

## Historia
La letra y música de Il cielo in una stanza fueron escritas por Gino Paoli en 1959, pero en los créditos del disco de Mina figuró atribuida al dúo Mogol-Toang (seudónimo de Renato Angiolini) puesto que el joven Paoli no se encontraba todavía afiliado a la Sociedad Italiana de Autores y Editores (SIAE).
Il cielo in una stanza había sido antes ofrecida a otros cantantes italianos, como Julia De Palma y Miranda Martino, quienes rechazaron el ofrecimiento. Mogol decidió entonces proponer la canción a Mina, quien a pesar de mostrarse escéptica aceptó grabarla tras escucharla interpretada en vivo por el autor. Paoli se la cedió a condición de que Mina accediera a interpretar también el blues La notte.
Paoli relató que el tema se inspiró en una relación de una noche con una prostituta:

Quería describir el instante en que estás en la cama con una mujer, acabas de hacer el amor, y percibes en el aire una especie de magia, que no sabes de dónde viene y se desvanece de golpe. En ese momento entiendes que no eres nadie, pero en tu alma existe el mundo entero. Naturalmente no podía poner en el texto el punto central de la historia —el acto sexual—. Y empecé a darle vueltas, hablando de rumores de la calle, de las paredes... un itinerario en espiral, donde triunfaba lo que no se dice.
Gino Paoli

La temática de la canción llevó a que en un primer momento fuera prohibida por la RAI y las radioemisoras católicas se negaran a pasarla.
Cincuenta años más tarde, Il cielo in una stanza fue seleccionada en el Festival de San Remo de 2011 como una de las canciones más representativas para celebrar el sesquicentenario de la unificación italiana, ocasión en que fue interpretada por Giusy Ferreri.

## Letra y música

### Letra
La letra de la Il cielo in una stanza describe las sensaciones de un enamorado en una situación cotidiana que se torna casi mágica y fantástica al estar junto a la mujer amada, al punto en que las paredes y el techo de la habitación parecen desvanecerse y la acción transcurre al aire libre. El texto menciona imágenes de experiencias personales —está escrito en primera persona— y cosas reales que constituyen la ambientación en que se consuma la relación descrita, como la referencia a un cielorraso color violeta, que según declaró Paoli en su biografía Sapore di note (2005) era la decoración real de un albergue transitorio que visitó de joven. El verso "Suona un'armonica / mi sembra un órgano che vibra per te e per me" surgió, a su vez, del recuerdo de Paoli de haber tocado la armónica en el matrimonio de sus tíos.

### Música
El ritmo de la canción ha sido definido como un rock a medio tiempo sostenido por una orquesta de arcos con el agregado de instrumentos modernos. La melodía está constituida alrededor de frases de ocho líneas divididas en dos semifrases idénticas de cuatro líneas cada una. La versión original de Mina con arreglos de De Vita está ejecutada en mi bemol, aunque en versiones posteriores varía la sucesión de los acordes.
La interpretación de Mina, con su capacidad "de acelerar y dilatar el ritmo, de abrir las vocales en una manera del todo personal y sensual, de afilar la /r/ de «armonica» y «organo che vibra», hace vivir la canción mucho más allá de la partitura" y puede ser leída como una ruptura de las normas y convenciones de la moral y cultura pequeñoburguesas de la época.

## Crítica
El lingüista Giuseppe Antonelli destacó en 2010 la "extraordinaria modernidad" de la letra de la canción, elogiando la "sensibilidad artística" de Paoli y su decisión de utilizar un registro muy próximo al de la lengua hablada. Marcos Ordóñez, del diario español El País, consideró a Il cielo in una stanza como "la mejor canción de amor de la Italia de los 60" y "una de las más grandes de su historia".

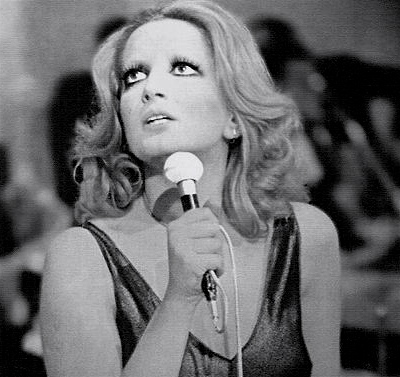
Il cielo in una stanza es considerada un parteaguas en la carrera de Mina.

Gino Castaldo, del periódico italiano La Repubblica, elogió la interpretación de Mina. En 1988 afirmó que la cantante se transformó en una intérprete madura con Il cielo in una stanza, donde descubrió que podía "darle voz a una canción importante, haciéndola alta, lejana, inaccesible" y se alejó del estilo urlatrice (gritón) que había caracterizado su trayectoria previa.
Sin embargo, en 2010 Paoli criticó la versión de Mina y consideró a Carla Bruni una mejor intérprete de la canción:

Mejor Carla Bruni, porque Mina canta del mismo modo Il cielo in una stanza y la guía telefónica. [...] No sé si sabe lo que canta o no. Canta como si fuera un extraordinario instrumento técnico, como una flauta o una guitarra.
Gino Paoli

La reconocida crítica musical italiana Marinella Venegoni publicó en La Stampa una respuesta a Paoli: "Es cierto que su voz es como un instrumento, pero el modo en que supo llevar (hace ya cuarenta, cincuenta años) Il cielo in una stanza del cerebro del autor al cielo de la interpretación, queda en la historia de la música popular italiana".
La interpretación de Paoli, por su parte, es evaluada como "una lectura más magra, próxima al recitativo". El crítico musical Nando Cruz ha elogiado la permanencia en el tiempo del atractivo de la canción y la interpretación de Paoli:

¿Qué tiene esta canción? ¿Qué hay en ese momento en el que Paoli hincha los pulmones y suelta eso de “suona un’armonica...”? Es un crescendo melodramático, sí; como tantos otros. El cantante proyecta su voz muy por encima de la escena, declamando hacia el universo mismo, sí; como hacen tantos otros. Si desciframos la partitura, tampoco encontraremos las claves definitivas; de existir, las habrían usado otros compositores después. Y, en cambio, todos los que la han versionado (de Carla Bruni a Mike Patton) lo han hecho con el convencimiento de trabajar sobre material indestructible.
Nando Cruz

Il cielo in una stanza ha sido considerada una de las canciones que representan  "la otra cara de los años sesenta, la otra cara del milagro económico. Esa cara sufrida y, al mismo tiempo, más verdadera. Estas canciones expresan, de tanto en cuanto, el deseo de una vida menos conformista, el rechazo de los falsos valores del bienestar, la dificultad y el cansancio del amor (hecho también de cuerpos y de sudores...), el sueño de amores libres y deshinibidos".

## Versiones y adaptaciones

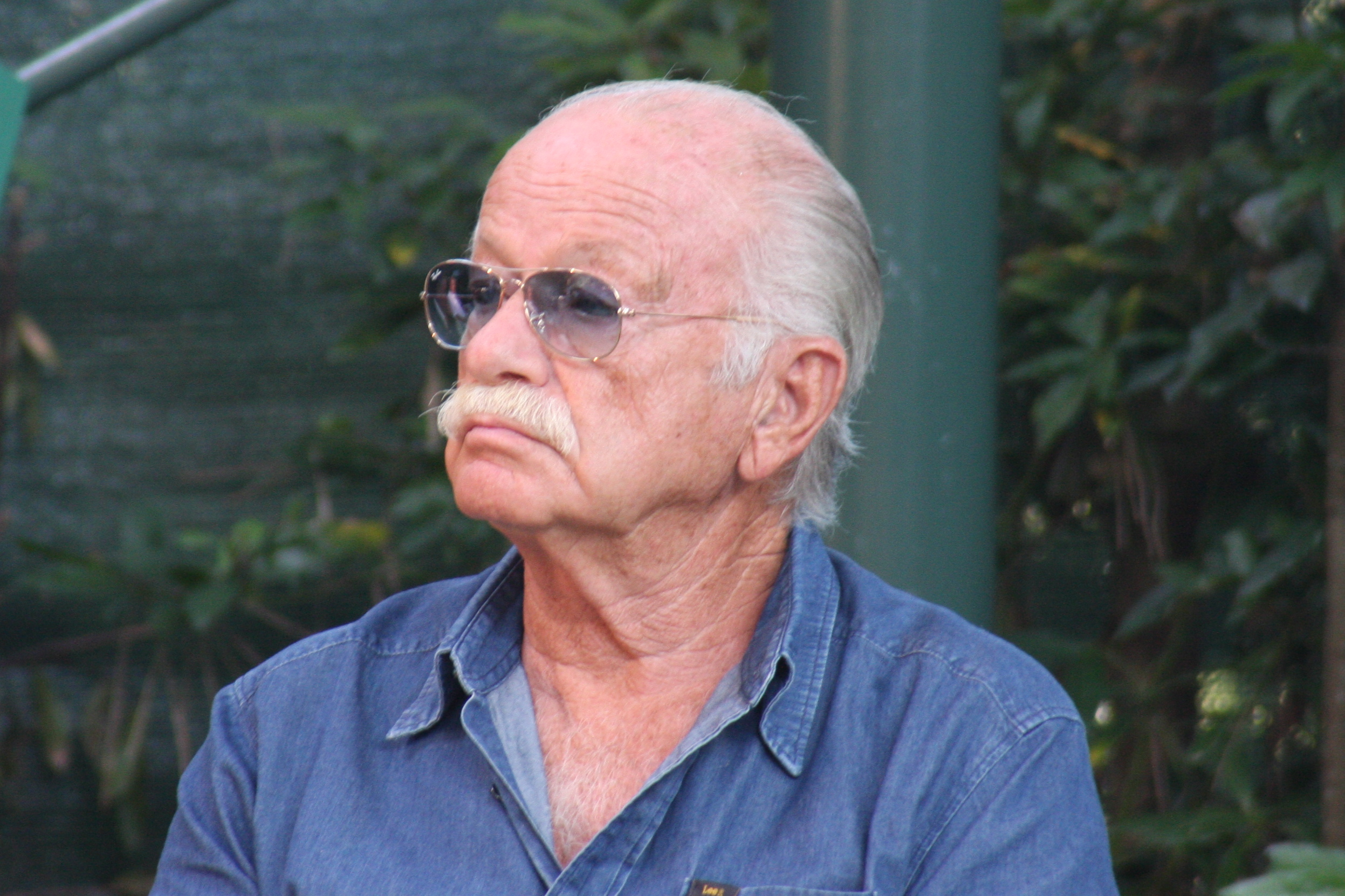
Gino Paoli continúa interpretando Il cielo in una stanza como parte de su repertorio.

Gino Paoli, autor original de música y letra, la grabó para su álbum Gino Paoli de 1961, publicándola también en formato de sencillo con Però ti voglio bene como lado B. Paoli grabó posteriormente una versión con arreglos de Ennio Morricone. En 1971 grabó una nueva versión, con arreglos de Giampiero Boneschi y producción de Alberto Martinelli, para su disco Rileggendo vecchie lettere d'amore, publicado por Durium Records. Paoli también ha interpretado la canción con arreglos de Peppe Vessicchio. En 2009, celebrando 50 años de carrera, el cantante publicó el disco recopilatorio Senza fine, que contiene una versión de Il cielo in una stanza interpretada a dúo con Carla Bruni.
En 1969 Mina grabó una segunda versión de la canción para su álbum I discorsi, editado por el sello PDU, también incluido en Le più belle canzoni italiane interpretate da Mina. En 1988 la cantante grabó una tercera versión, acompañada apenas por el piano de Renato Sellani, para el álbum Oggi ti amo di più. Mina realizó también adaptaciones al castellano, con el título de El cielo en casa; al inglés, como The World We Love In; y al alemán, como Wenn Du an Wunder glaubst.
Además de Mina y Paoli Il cielo in una stanza ha sido versionada por una larga lista de artistas:
| Año  | Artista                         | Título                     | Álbum                                                           |
| ---- | ------------------------------- | -------------------------- | --------------------------------------------------------------- |
| 1962 | Connie Francis                  | This World We Love In      | Sings Modern Italian Hits                                       |
| 1976 | Franco Simone                   | Il cielo in una stanza     | Il poeta con la chitarra                                        |
| 1977 | Franco Simone                   | El cielo en una habitación | Tú... siempre tú                                                |
| 1979 | Dyango                          | El cielo en casa           | El mundo                                                        |
| 1980 | Ornella Vanoni                  | Il cielo in una stanza     | Oggi le canto così, vol. 2: Paoli e Tenco                       |
| 1995 | Manuel Mijares                  | Nube Azul                  | Uno entre mil                                                   |
| 1999 | Giorgia                         | Il cielo in una stanza     | Girasole                                                        |
| 2002 | Carla Bruni                     | Le ciel dans une chambre   | Quelqu'un m'a dit                                               |
| 2002 | Franco Battiato                 | Il cielo in una stanza     | Fleurs 3                                                        |
| 2006 | Massimo Ranieri                 | Il cielo in una stanza     | Canto perché non so nuotare... da 40 anni                       |
| 2009 | Morgan                          | This World We Love In      | Italian Songbook Volume 1                                       |
| 2009 | Noemi                           | Il cielo in una stanza     | Noemi (EP)                                                      |
| 2009 | Manuel Miranda                  | Il cielo in una stanza     | Oltre i confini dell'oceano                                     |
| 2010 | Mike Patton                     | Il cielo in una stanza     | Mondo Cane                                                      |
| 2011 | Giusy Ferreri                   | Il cielo in una stanza     | Nata per unire (compilación) e Il mio universo (edición deluxe) |
| 2011 | Noemi                           | Il cielo in una stanza     | Radio Italia - Mi piace (compilación)                           |
| 2014 | Gianna Nannini (con Gino Paoli) | Il cielo in una stanza     | Hitalia                                                         |

## Presencia en la cultura de masas

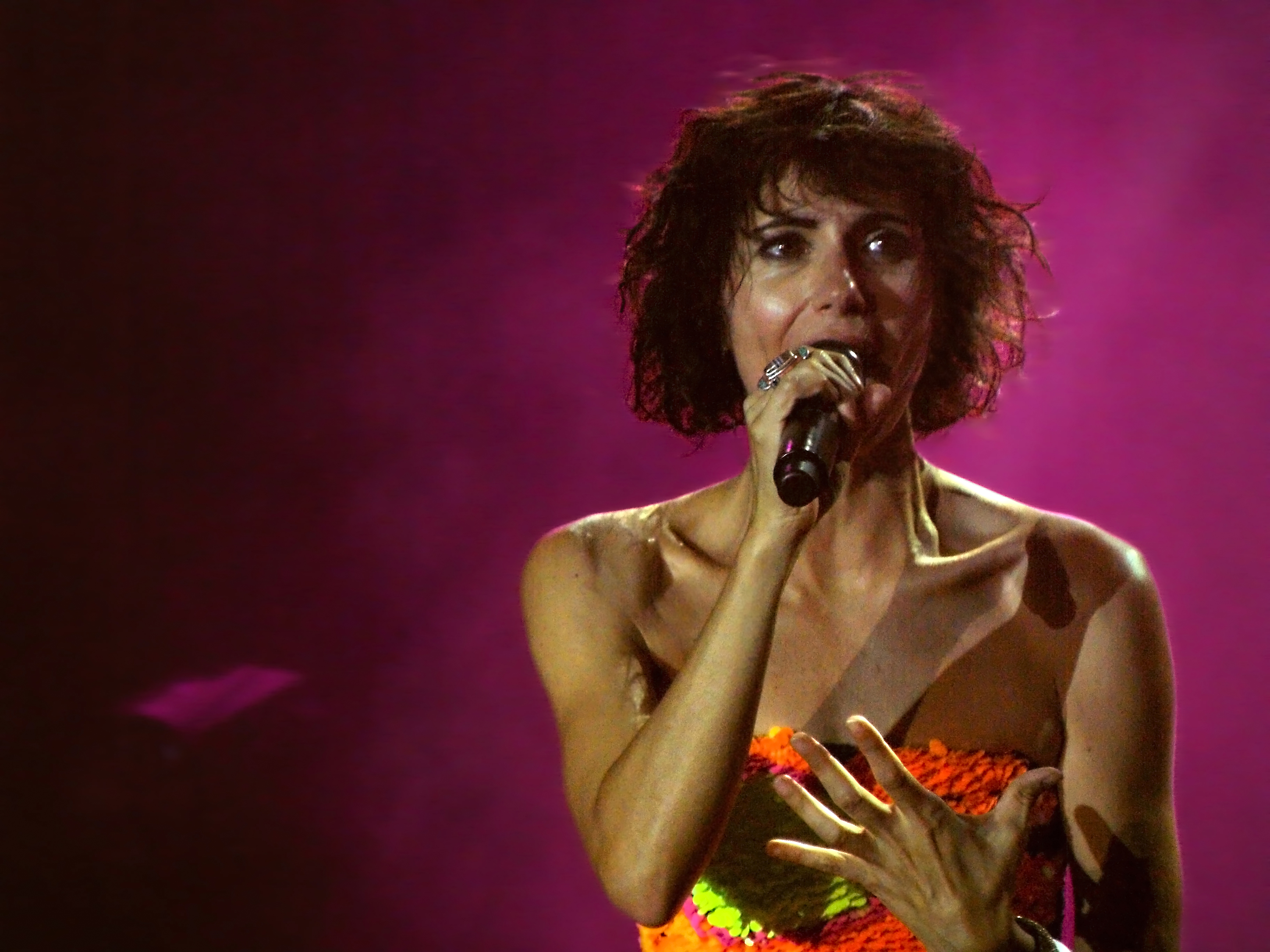
La versión de Il cielo in una stanza de Giorgia formó parte de la banda sonora de la película homónima de 1999 de los hermanos Vanzina.

La versión original de Mina de Il cielo in una stanza aparece en la película La ragazza con la valigia (1961) de Valerio Zurlini, en una escena en que Romolo (Riccardo Garrone) intenta besar a Aida (Claudia Cardinale). Además, la propia Mina la interpretó en el filme musical Io bacio... tu baci (1961) de Piero Vivarelli. La versión en inglés, The World We Love In, integra la banda sonora de Buenos muchachos (1990) de Martin Scorsese.
La versión de Giorgia de 1999, a su vez, fue elegida como parte de la banda de sonido de la película Il cielo in una stanza (1999) de Carlo y Enrico Vanzina, que toma el título de la canción.
La canción Ragazzo fortunato del cantante y rapero italiano Jovanotti, que forma parte de su disco Lorenzo 1992 del mismo año, alude a la canción en una línea que dice "Se io fossi capace scriverei Il cielo in una stanza" (en italiano, "Si yo fuese capaz escribiría Il cielo in una stanza").